# Каххаров, Вильгельм Зульфатович
Вильгельм Зульфатович Каххаров (Кахаров; 5 августа 1938, Ташкент — 22 апреля 2020) — советский футболист, полузащитник, тренер. Мастер спорта СССР
Воспитанник футбольной школы «Локомотив» Ташкент, первый тренер Иван Зубарев. Начинал играть в команде класса «Б» «Трудовые резервы» Ташкент (1958—1959). В 1960—1961 годах — игрок дубля ташкентского «Пахтакора», в чемпионате СССР дебютировал 3 сентября 1961 года в гостевом матче со СКА Ростов-на-Дону (2:2). В двух следующих сезонах провёл за команду в классе «А» 56 матчей, забил 4 гола. В 1964 году в классе «Б» сыграл один матч. Завершал карьеру в «Политотделе» Ташкентская область (1965) и «Металлурге» Алмалык (1966).
Тренер в команде «Пахтаарал» Сырдарьинская область (1967).
Работал в ташкентском спортинтернате и высшей школе спортивного мастерства.
Скончался 22 апреля 2020 года в возрасте 81 года.